# Associazione Calcio Hellas Verona 1964-1965
Questa voce raccoglie le informazioni riguardanti l'Associazione Calcio Hellas Verona nelle competizioni ufficiali della stagione 1964-1965.

## Rosa
| N. |                   | Ruolo | Calciatore         |
| -- | ----------------- | ----- | ------------------ |
|    | Italia (bandiera) | P     | Giorgio Bissoli    |
|    | Italia (bandiera) | P     | Giorgio Maestri    |
|    | Italia (bandiera) | P     | Mario Liberalato   |
|    | Italia (bandiera) | D     | Pietro Cappellino  |
|    | Italia (bandiera) | D     | Remo Carletti      |
|    | Italia (bandiera) | D     | Renato Cressoni    |
|    | Italia (bandiera) | D     | Romano Di Bari     |
|    | Italia (bandiera) | D     | Eros Fassetta      |
|    | Italia (bandiera) | D     | Giuseppe Peretta   |
|    | Italia (bandiera) | D     | Franco Radaelli    |
|    | Italia (bandiera) | D     | Francesco Scaratti |
|    | Italia (bandiera) | D     | Giancarlo Savoia   |
|    | Italia (bandiera) | C     | Filippo Amici      |

| N. |                   | Ruolo | Calciatore         |
| -- | ----------------- | ----- | ------------------ |
|    | Italia (bandiera) | C     | Italo Bonatti      |
|    | Italia (bandiera) | C     | Ennio Ciccolo      |
|    | Italia (bandiera) | C     | Lino Golin         |
|    | Italia (bandiera) | C     | Giulio Sega        |
|    | Italia (bandiera) | C     | Ampelio Simeoni    |
|    | Italia (bandiera) | C     | Gianni Tanello     |
|    | Italia (bandiera) | C     | Pier Luigi Zeno    |
|    | Italia (bandiera) | A     | Gino Bertucco      |
|    | Italia (bandiera) | A     | Giuseppe Del Zotto |
|    | Italia (bandiera) | A     | Sandro Joan        |
|    | Italia (bandiera) | A     | Adriano Maschietto |
|    | Italia (bandiera) | A     | Vittorio Tomiet    |

## Risultati

### Serie B

#### Girone di andata
| 13 settembre 1964 1ª giornata | Potenza | 2 – 1 | Verona |  |

| 20 settembre 1964 2ª giornata | Bari | 1 – 1 | Verona |  |

| 27 settembre 1964 3ª giornata | Verona | 1 – 0 | Venezia |  |

| 4 ottobre 1964 4ª giornata | Parma | 1 – 0 | Verona |  |

| 11 ottobre 1964 5ª giornata | Verona | 0 – 0 | Napoli |  |

| 18 ottobre 1964 6ª giornata | Monza | 2 – 2 | Verona |  |

| 25 ottobre 1964 7ª giornata | Verona | 2 – 0 | Livorno |  |

| 22 novembre 1959 8ª giornata | SPAL | 1 – 1 | Verona |  |

| 15 novembre 1964 9ª giornata | Verona | 0 – 0 | Lecco |  |

| 22 novembre 1964 10ª giornata | Verona | 1 – 1 | Modena |  |

| 29 novembre 1964 11ª giornata | Trani | 1 – 2 | Verona |  |

| 6 dicembre 1964 12ª giornata | Verona | 0 – 0 | Pro Patria |  |

| 13 dicembre 1964 13ª giornata | Palermo | 1 – 1 | Verona |  |

| 20 dicembre 1964 14ª giornata | Catanzaro | 0 – 1 | Verona |  |

| 27 dicembre 1964 15ª giornata | Verona | 1 – 0 | Brescia |  |

| 10 gennaio 1965 16ª giornata | Verona | 1 – 0 | Triestina |  |

| 17 gennaio 1965 17ª giornata | Padova | 3 – 0 | Verona |  |

| 24 gennaio 1965 18ª giornata | Reggiana | 4 – 0 | Verona |  |

| 31 gennaio 1965 19ª giornata | Verona | 1 – 1 | Alessandria |  |

#### Girone di ritorno
| 7 febbraio 1965 20ª giornata | Verona | 0 – 3 | Potenza |  |

| 14 febbraio 1965 21ª giornata | Verona | 0 – 0 | Bari |  |

| 21 febbraio 1965 22ª giornata | Venezia | 1 – 0 | Verona |  |

| 28 febbraio 1965 23ª giornata | Verona | 0 – 1 | Parma |  |

| 7 marzo 1965 24ª giornata | Napoli | 2 – 0 | Verona |  |

| 14 marzo 1965 25ª giornata | Verona | 1 – 2 | Monza |  |

| 21 marzo 1965 26ª giornata | Livorno | 2 – 1 | Verona |  |

| 28 marzo 1965 27ª giornata | Verona | 1 – 0 | SPAL |  |

| 11 aprile 1965 28ª giornata | Lecco | 2 – 2 | Verona |  |

| 18 aprile 1965 29ª giornata | Modena | 1 – 1 | Verona |  |

| 25 aprile 1965 30ª giornata | Verona | 5 – 1 | Trani |  |

| 2 maggio 1965 31ª giornata | Pro Patria | 2 – 2 | Verona |  |

| 9 maggio 1965 32ª giornata | Verona | 0 – 0 | Palermo |  |

| 16 maggio 1965 33ª giornata | Verona | 0 – 0 | Catanzaro |  |

| 23 maggio 1965 34ª giornata | Brescia | 2 – 0 | Verona |  |

| 30 maggio 1965 35ª giornata | Triestina | 1 – 1 | Verona |  |

| 6 giugno 1965 36ª giornata | Verona | 2 – 1 | Padova |  |

| 13 giugno 1965 37ª giornata | Verona | 3 – 0 | Reggiana |  |

| 20 giugno 1965 38ª giornata | Alessandria | 5 – 3 | Verona |  |

### Coppa Italia
| 1964 Primo turno | Verona | 0 – 2 | Venezia |  |

## Statistiche

### Statistiche di squadra
| Competizione | Punti | In casa | In casa | In casa | In casa | In casa | In casa | In trasferta | In trasferta | In trasferta | In trasferta | In trasferta | In trasferta | Totale | Totale | Totale | Totale | Totale | Totale | DR |
| Competizione | Punti | G       | V       | N       | P       | Gf      | Gs      | G            | V            | N            | P            | Gf           | Gs           | G      | V      | N      | P      | Gf     | Gs     | DR |
| ------------ | ----- | ------- | ------- | ------- | ------- | ------- | ------- | ------------ | ------------ | ------------ | ------------ | ------------ | ------------ | ------ | ------ | ------ | ------ | ------ | ------ | -- |
| Serie B      | 36    | 19      | 8       | 8       | 3       | 19      | 10      | 19           | 2            | 8            | 9            | 19           | 34           | 38     | 10     | 16     | 12     | 38     | 44     | -6 |
| Coppa Italia |       | 1       | 0       | 0       | 1       | 0       | 2       | -            | -            | -            | -            | -            | -            | 1      | 0      | 0      | 1      | 0      | 2      | -2 |
| Totale       |       | 20      | 8       | 8       | 4       | 19      | 12      | 19           | 2            | 8            | 9            | 19           | 34           | 39     | 10     | 16     | 13     | 38     | 46     | -8 |

### Statistiche dei giocatori
| Giocatore     | Serie B  | Serie B | Coppa Italia | Coppa Italia | Totale   | Totale |
| Giocatore     | Presenze | Reti    | Presenze     | Reti         | Presenze | Reti   |
| ------------- | -------- | ------- | ------------ | ------------ | -------- | ------ |
| F. Amici      | 1        | 0       | -            | -            | 1        | 0      |
| G. Bertucco   | 0        | 0       | 1            | 0            | 1        | 0      |
| G. Bissoli    | 33       | -40     | -            | -            | 33       | -40    |
| I. Bonatti    | 7        | 2       | -            | -            | 7        | 2      |
| P. Cappellino | 38       | 0       | 1            | 0            | 39       | 0      |
| R. Carletti   | 2        | 0       | 1            | 0            | 3        | 0      |
| E. Ciccolo    | 2        | 0       | -            | -            | 2        | 0      |
| R. Cressoni   | 4        | 0       | -            | -            | 4        | 0      |
| G. Del Zotto  | 16       | 1       | 1            | 0            | 17       | 1      |
| R. Di Bari    | 32       | 0       | 1            | 0            | 33       | 0      |
| E. Fassetta   | 27       | 0       | -            | -            | 27       | 0      |
| L. Golin      | 35       | 2       | 1            | 0            | 36       | 2      |
| S. Joan       | 29       | 8       | 1            | 0            | 30       | 8      |
| M. Liberalato | 1        | 0       | -            | -            | 1        | 0      |
| G. Maestri    | 4        | -4      | 1            | -2           | 5        | -6     |
| A. Maschietto | 36       | 6       | 1            | 0            | 37       | 6      |
| G. Peretta    | 6        | 0       | 1            | 0            | 7        | 0      |
| F. Radaelli   | 22       | 1       | -            | -            | 22       | 1      |
| G. Savoia     | 32       | 3       | -            | -            | 32       | 3      |
| F. Scaratti   | 24       | 4       | -            | -            | 24       | 4      |
| G. Sega       | 25       | 3       | 1            | 0            | 26       | 3      |
| A. Simeoni    | 1        | 0       | -            | -            | 1        | 0      |
| G. Tanello    | 3        | 0       | -            | -            | 3        | 0      |
| V. Tomiet     | 9        | 4       | -            | -            | 9        | 4      |
| P. Zeno       | 29       | 3       | 1            | 0            | 30       | 3      |